# Мірабелла Ахуну
Мірабелла Ахуну (нар. 7 червня 1987) — українська гімнастка. Брала участь у літніх Олімпійських іграх 2004 року.